# Grades de l'Armée italienne
Cet article donne les grades en vigueur dans les Forces armées italiennes.

## Armée de terre(Italien:Esercito Italiano)

### Officiers de l'Armée de terre italienne
| Code OTAN         | OF-10                                  | OF-9                                                                            | OF-8                                          | OF-7                                     | OF-6                                     | OF-5       | OF-4               | OF-3     | OF-2                                      | OF-1    | OF-1         | OF(D)          | Élève-officier    |
| ----------------- | -------------------------------------- | ------------------------------------------------------------------------------- | --------------------------------------------- | ---------------------------------------- | ---------------------------------------- | ---------- | ------------------ | -------- | ----------------------------------------- | ------- | ------------ | -------------- | ----------------- |
| Italie (modifier) |                                        |                                                                                 |                                               |                                          |                                          |            |                    |          | \| \| \| \| primo capitano \| capitano \| |         |              | Pas équivalent |                   |
| Italie (modifier) | generale (Chief of Defense Staff only) | generale di corpo d'armata con incarichi speciali (Chief of Army General Staff) | generale di corpo d'armata (tenente generale) | generale di divisione (maggior generale) | generale di brigata (brigadier generale) | colonnello | tenente colonnello | maggiore | \| \| \| \| primo capitano \| capitano \| | tenente | sottotenente | Pas équivalent | allievo ufficiale |
|                   |                                        |                                                                                 |                                               |                                          |                                          |            |                    |          |                                           |         |              |                |                   |
| primo capitano    | capitano                               |                                                                                 |                                               |                                          |                                          |            |                    |          |                                           |         |              |                |                   |

### Sous-officiers et hommes du rang de l'Armée de terre italienne
| Code OTAN                     | OR-9                           | OR-9                           | OR-9                    | OR-9              | OR-9             | OR-9             | OR-8                  | OR-8        | OR-7                   | OR-7                   | OR-6              | OR-6              | OR-6              | OR-6              | OR-6              | OR-6              | OR-5     | OR-5     | OR-5     | OR-5     | OR-5     | OR-5     | OR-4 | OR-4 | OR-3             | OR-3             | OR-2     | OR-2     | OR-2     | OR-2     | OR-2     | OR-2     | OR-1    | OR-1 |
| ----------------------------- | ------------------------------ | ------------------------------ | ----------------------- | ----------------- | ---------------- | ---------------- | --------------------- | ----------- | ---------------------- | ---------------------- | ----------------- | ----------------- | ----------------- | ----------------- | ----------------- | ----------------- | -------- | -------- | -------- | -------- | -------- | -------- | --- | --- | ---------------- | ---------------- | -------- | -------- | -------- | -------- | -------- | -------- | ------- | ---- |
| Italie (modifier)             |                                |                                |                         |                   |                  |                  |                       |             |                        |                        |                   |                   |                   |                   |                   |                   |          |          |          |          |          |          | \| \| \| \| \| \| Caporale maggiore capo scelto \| Caporale maggiore capo \| Caporale maggiore scelto \| Primo caporale maggiore \| | \| \| \| \| \| \| Caporale maggiore capo scelto \| Caporale maggiore capo \| Caporale maggiore scelto \| Primo caporale maggiore \| |                  |                  |          |          |          |          |          |          |         |      |
| Italie (modifier)             | Primo maresciallo luogotenente | Primo maresciallo luogotenente | Primo maresciallo       | Primo maresciallo | Maresciallo capo | Maresciallo capo | Maresciallo ordinario | Maresciallo | Sergente maggiore capo | Sergente maggiore capo | Sergente maggiore | Sergente maggiore | Sergente maggiore | Sergente maggiore | Sergente maggiore | Sergente maggiore | Sergente | Sergente | Sergente | Sergente | Sergente | Sergente | \| \| \| \| \| \| Caporale maggiore capo scelto \| Caporale maggiore capo \| Caporale maggiore scelto \| Primo caporale maggiore \| | \| \| \| \| \| \| Caporale maggiore capo scelto \| Caporale maggiore capo \| Caporale maggiore scelto \| Primo caporale maggiore \| | Caporal maggiore | Caporal maggiore | Caporale | Caporale | Caporale | Caporale | Caporale | Caporale | Soldato |      |
|                               |                                |                                |                         |                   |                  |                  |                       |             |                        |                        |                   |                   |                   |                   |                   |                   |          |          |          |          |          |          | | |                  |                  |          |          |          |          |          |          |         |      |
| Caporale maggiore capo scelto | Caporale maggiore capo         | Caporale maggiore scelto       | Primo caporale maggiore |                   |                  |                  |                       |             |                        |                        |                   |                   |                   |                   |                   |                   |          |          |          |          |          |          | | |                  |                  |          |          |          |          |          |          |         |      |

## Marine(Italien:Marina Militare Italiana)

### Officiers de la Marine italienne
|  |  |  |

| Primo tenente di vascello | Tenente di vascello |

### Sous-officiers et marins  de la Marine italienne
|  |  |  |  |

| sottocapo di prima classe scelto | sottocapo di prima classe | sottocapo di seconda classe | sottocapo di terza classe |

## Armée de l'air(Italien:Aeronautica Militare Italiana)

### Officiers de l'Armée de l'air italienne
|  |  |

| primo capitao | capitano |

### Sous-officiers et hommes du rang de l'Armée de l'air italienne
| Code OTAN                | OR-9                           | OR-9                           | OR-9              | OR-9              | OR-9                        | OR-9                        | OR-8                          | OR-8                        | OR-7                   | OR-7                   | OR-6              | OR-6              | OR-6              | OR-6              | OR-6              | OR-6              | OR-5     | OR-5     | OR-5     | OR-5     | OR-5     | OR-5     | OR-4 | OR-4 | OR-3         | OR-3         | OR-2          | OR-2          | OR-2          | OR-2          | OR-2          | OR-2          | OR-1          |
| ------------------------ | ------------------------------ | ------------------------------ | ----------------- | ----------------- | --------------------------- | --------------------------- | ----------------------------- | --------------------------- | ---------------------- | ---------------------- | ----------------- | ----------------- | ----------------- | ----------------- | ----------------- | ----------------- | -------- | -------- | -------- | -------- | -------- | -------- | --- | --- | ------------ | ------------ | ------------- | ------------- | ------------- | ------------- | ------------- | ------------- | ------------- |
| Italie (modifier)        |                                |                                |                   |                   |                             |                             |                               |                             |                        |                        |                   |                   |                   |                   |                   |                   |          |          |          |          |          |          | \| \| \| \| \| \| Primo aviere capo scelto \| Primo aviere capo \| Primo aviere scelto \| Aviere capo \| | \| \| \| \| \| \| Primo aviere capo scelto \| Primo aviere capo \| Primo aviere scelto \| Aviere capo \| |              |              |               |               |               |               |               |               | pas d'insigne |
| Italie (modifier)        | Primo maresciallo luogotenente | Primo maresciallo luogotenente | Primo maresciallo | Primo maresciallo | Maresciallo di prima classe | Maresciallo di prima classe | Maresciallo di seconda classe | Maresciallo di terza classe | Sergente maggiore capo | Sergente maggiore capo | Sergente maggiore | Sergente maggiore | Sergente maggiore | Sergente maggiore | Sergente maggiore | Sergente maggiore | Sergente | Sergente | Sergente | Sergente | Sergente | Sergente | \| \| \| \| \| \| Primo aviere capo scelto \| Primo aviere capo \| Primo aviere scelto \| Aviere capo \| | \| \| \| \| \| \| Primo aviere capo scelto \| Primo aviere capo \| Primo aviere scelto \| Aviere capo \| | Primo aviere | Primo aviere | Aviere scelto | Aviere scelto | Aviere scelto | Aviere scelto | Aviere scelto | Aviere scelto | Aviere        |
|                          |                                |                                |                   |                   |                             |                             |                               |                             |                        |                        |                   |                   |                   |                   |                   |                   |          |          |          |          |          |          | | |              |              |               |               |               |               |               |               |               |
| Primo aviere capo scelto | Primo aviere capo              | Primo aviere scelto            | Aviere capo       |                   |                             |                             |                               |                             |                        |                        |                   |                   |                   |                   |                   |                   |          |          |          |          |          |          | | |              |              |               |               |               |               |               |               |               |

## Carabiniers(Italien:Arma dei Carabinieri)

### Officiers de l'Arme des Carabiniers italienne
| Role | Généraux                       | Généraux                           | Généraux                   | Généraux              | Généraux            | Officiers supérieurs | Officiers supérieurs | Officiers supérieurs | Officiers      | Officiers | Officiers                  | Officiers                  |
| Code OTAN | OF-9                           | OF-8                               | OF-8                       | OF-7                  | OF-6                | OF-5                 | OF-4                 | OF-3                 | OF-2           | OF-2      | Officiers subalternes OF-1 | Officiers subalternes OF-1 |
| --- | ------------------------------ | ---------------------------------- | -------------------------- | --------------------- | ------------------- | -------------------- | -------------------- | -------------------- | -------------- | --------- | -------------------------- | -------------------------- |
| Epaulette |                                |                                    |                            |                       |                     |                      |                      |                      |                |           |                            |                            |
| Nom italien du grade | comandante generale dell'Arma1 | vicecomandante generale dell'Arma2 | generale di corpo d'armata | generale di divisione | generale di brigata | colonnello           | tenente colonnello   | maggiore             | primo capitano | capitano  | tenente                    | sottotenente               |
| Notes: 1 Le grade du "comandante generale dell'Arma" est attribué seulement à un "generale di corpo d'armata" (Général de Corps). 2 Le grade du "vicecomandante generale dell'Arma" est attribué seulement à un "generale di corpo d'armata" (Général de Corps). |                                |                                    |                            |                       |                     |                      |                      |                      |                |           |                            |                            |

### Sous-officiers et hommes du rang de l'Arme des Carabiniers italienne
|  |  |  |  |

| appuntato scelto | appuntato | carabiniere scelto | carabiniere3 |

## Police douanière et financière(Italien:Guardia di Finanza)

### Officiers de la Police douanière et financière italienne
| Role | Généraux                                      | Généraux                                          | Généraux                   | Généraux              | Généraux            | Officiers supérieurs | Officiers supérieurs | Officiers supérieurs | Officiers      | Officiers | Officiers                  | Officiers                  |
| NATO Code | OF-9                                          | OF-8                                              | OF-8                       | OF-7                  | OF-6                | OF-5                 | OF-4                 | OF-3                 | OF-2           | OF-2      | Officiers subalternes OF-1 | Officiers subalternes OF-1 |
| --- | --------------------------------------------- | ------------------------------------------------- | -------------------------- | --------------------- | ------------------- | -------------------- | -------------------- | -------------------- | -------------- | --------- | -------------------------- | -------------------------- |
| Epaulette |                                               |                                                   |                            |                       |                     |                      |                      |                      |                |           |                            |                            |
| Nom italien du grade | comandante generale della Guardia di finanza1 | vicecomandante generale della Guardia di finanza2 | generale di corpo d'armata | generale di divisione | generale di brigata | colonnello           | tenente colonnello   | maggiore             | primo capitano | capitano  | tenente                    | sottotenente               |
| Notes: 1 Le grade de "comandante generale della Guardia di finanza" est attribuée seulement à un "generale di corpo d'armata" (Général de corps). 2 Le grade de "vicecomandante generale della Guardia di finanza" est attribuée seulement à un "generale di corpo d'armata" (Général de corps). |                                               |                                                   |                            |                       |                     |                      |                      |                      |                |           |                            |                            |

### Sous-officiers et hommes du rang de la Police douanière et financière italienne
|  |  |  |  |

| appuntato scelto | appuntato appointee | finanziere scelto | finanziere3 |